# Rigsfører
Rigsfører (tysk: Reichsführer) en titel, der blev brugt i det tyske nationalsocialistiske parti, og det var den højeste rang indenfor SS. Fra 1933 til 1945 var det et officielt embede.

## Indehavere af titlen
I alt 5 personer har haft titlen som rigsfører.
- Julius Schreck (1925–1926)
- Joseph Berchtold (1926–1927)
- Erhard Heiden (1927–1929)
- Heinrich Himmler (1929–1945)
- Karl Hanke (1945)

Karl Hanke var den sidste leder af SS. Han blev dræbt under flugtforsøg fra en tjekkisk lejr den 8. juni 1945.